# Paul Barrett
 (septembre 2014).
Si vous disposez d'ouvrages ou d'articles de référence ou si vous connaissez des sites web de qualité traitant du thème abordé ici, merci de compléter l'article en donnant les références utiles à sa vérifiabilité et en les liant à la section « Notes et références ».
Paul Franklyn "Legs "Barrett, né le 14 décembre 1940 et mort le 20 janvier 2019, est un agent artistique, chanteur, commpositeur et acteur britannique. Il a notamment été l'agent de Michael Barratt, dit Shakin' Stevens dans les années 1960 et 1970.